# 紋面

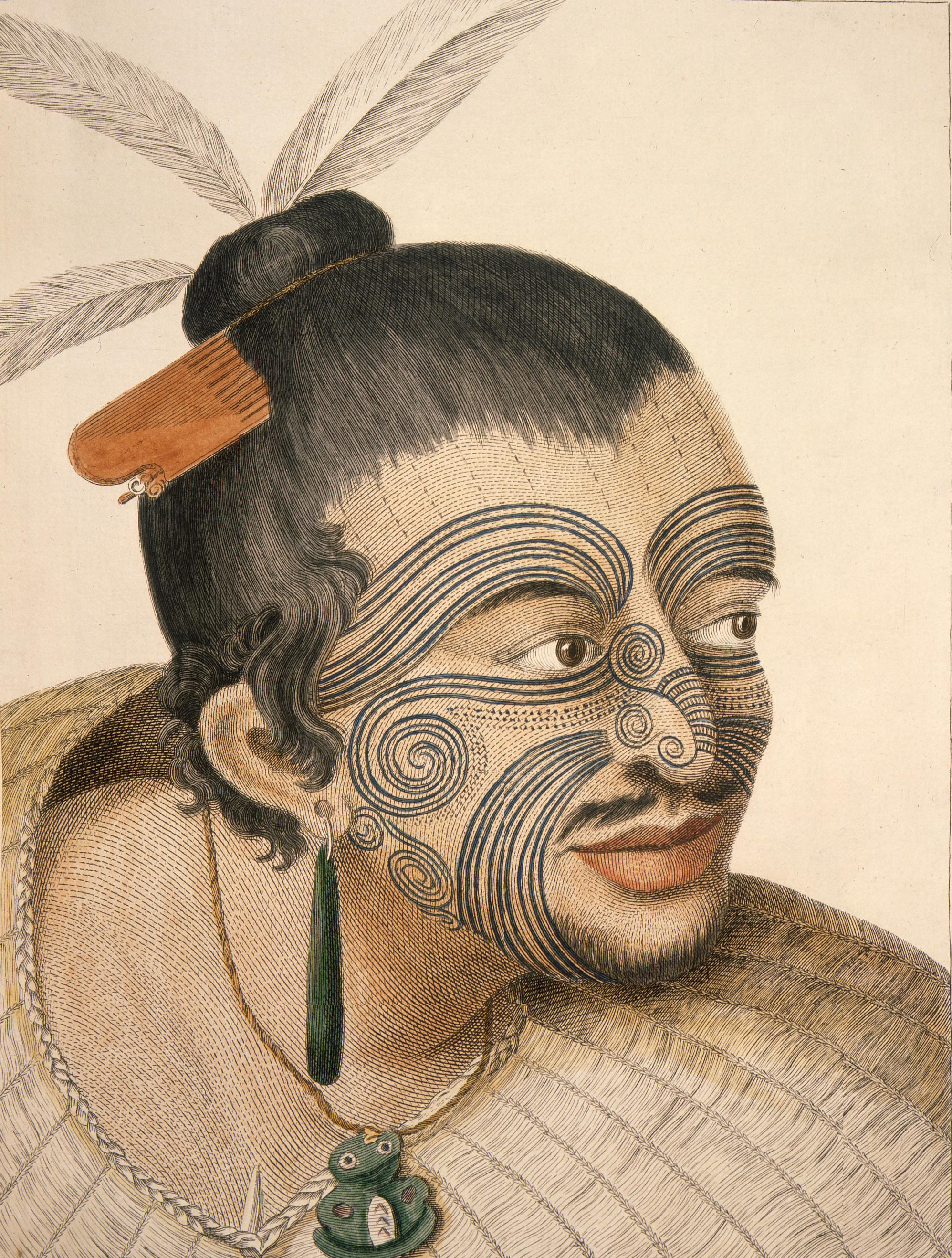
文面的毛利人酋長

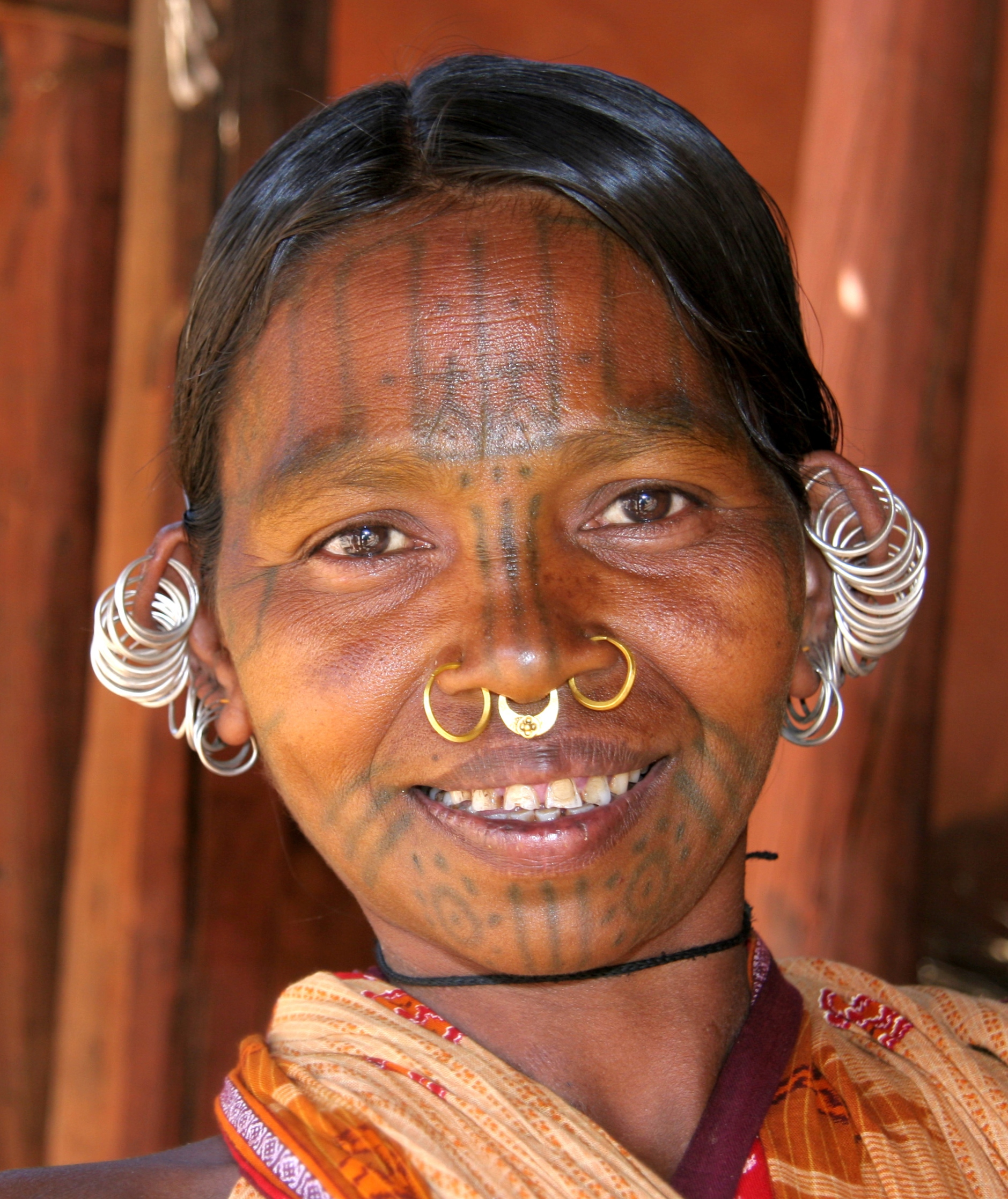
文面的印度孔德人婦女

文面（泰雅語：patas；太魯閣語：ptasan dqras），又名刺面，為在臉上進行的刺青，是很多民族的習俗，流行於南島語族之中，如紐西蘭毛利人、台灣的泰雅族及太魯閣族、賽德克族、東南亞及南亞部份民族皆有文面的習俗。除此之外，如滇緬的泰語民族、日本的阿伊努族也有文面的傳統。

## 概述

### 臺灣

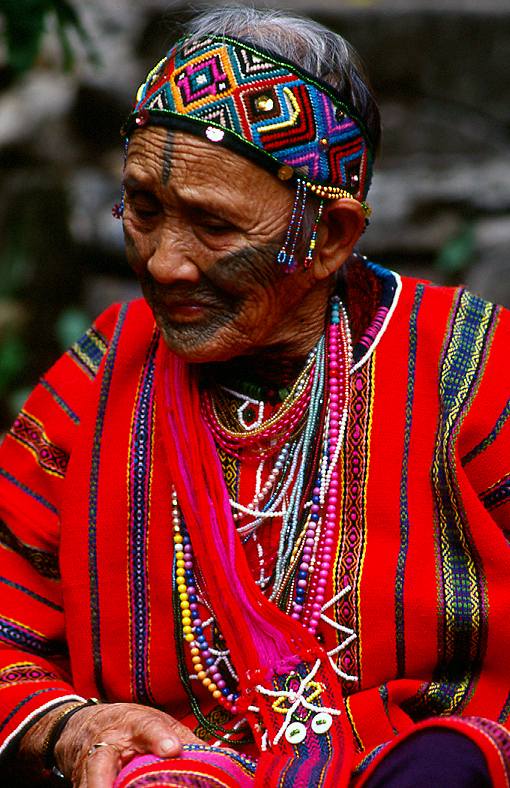
臺灣的泰雅族紋面

在臺灣，泰雅族、賽德克族、太魯閣族、賽夏族等民族的習俗當中，紋面代表成年及其成就的標記，沒有紋面的族人將無法得到其他族人的尊敬及認同，更無法論及婚嫁。而個人也必須在適齡期達到族人所規範的標準以證明自己有資格紋面，其中男子須要經過出草獵首的洗禮，女子則要熟稔織布技巧。男子一向紋在上額和下巴；女子則是上額及兩頰。另外紋面的另一個重大意義就是以其圖紋分辨家族譜系，將來好在彩虹橋上能與親人相認。國立臺灣歷史博物館收藏之泰雅族紋面工具組，共1套5件，包括木盤、竹槌、顏料罐、排針、刮血器等工具。
由於臺灣女性兩頰V字型的紋面式樣，故台灣漢族稱紋面為刺烏鴉喙、刺鳥喙。

## 人物
在台灣，最後一位保有傳統紋面的泰雅族男性為高天生（泰雅語：Yawi Noming），在2013年病逝。
在2013年苗栗縣泰安鄉梅園村天狗部落的高香妹（泰雅族）（享耆壽95歲）、2018年苗栗縣泰安鄉大興村榮灣部落的簡玉英（泰雅語：Iwan Kainu）（享嵩壽103歲）相繼過世後，臺灣最後一位保有紋面的泰雅族女性，為同樣來自苗栗縣泰安鄉梅園村天狗部落的柯菊蘭（泰雅語：Lawa Pileg）（享耆壽97歲），也於2019年過世。
臺灣最後一位紋面長者為花蓮縣卓溪鄉立山村山里部落（Tausa/ Tawsay）的賽德克族女性－林智妹（賽德克語：Ipay Sayung），居新北市中和區，於2022年6月18日在花蓮縣卓溪鄉山里部落過世，享耆壽100歲。

## 外部連結
- 苗栗泰雅紋面傳統——文化部文化資產局 （页面存档备份，存于）